# Jannatah
Jannatah, en arabe : جناتة, est une ville du gouvernorat de Bethléem en Palestine, située à 5 km au sud de Bethléem, en Cisjordanie.
Selon le recensement du bureau central palestinien des statistiques, la localité compte une population de 7 336 habitants en 2017.